# Karel Dvořák (lední hokejista)
 Karel Dvořák (* 15. prosince 1951) je bývalý český hokejový obránce. Po skončení aktivní kariéry působil jako trenér.

## Hokejová kariéra
V československé lize hrál za TJ Vítkovice a Duklu Jihlava. Mistrovský titul získal v letech 1971, 1972 a 1974 s Duklou Jihlava a v roce 1981 s Vítkovicemi.

## Klubové statistiky
| Sezona    | Klub          | Soutěž  | Základní část | Základní část | Základní část | Základní část | Základní část |
| Sezona    | Klub          | Soutěž  | Z             | G             | A             | B             | TM            |
| --------- | ------------- | ------- | ------------- | ------------- | ------------- | ------------- | ------------- |
| 1970/1971 | Dukla Jihlava | 1. liga | -             | -             | -             | -             | -             |
| 1971/1972 | Dukla Jihlava | 1. liga | 25            | 1             | 1             | 2             | 16            |
| 1972/1973 | Dukla Jihlava | 1. liga | -             | -             | -             | -             | -             |
| 1973/1974 | Dukla Jihlava | 1. liga | -             | -             | -             | -             | -             |
| 1974/1975 | Dukla Jihlava | 1. liga | -             | -             | -             | -             | -             |
| 1975/1976 | Dukla Jihlava | 1. liga | -             | -             | -             | -             | -             |
| 1976/1977 | TJ Vítkovice  | 1. liga | -             | -             | -             | -             | -             |
| 1977/1978 | TJ Vítkovice  | 1. liga | 44            | 1             | 7             | 8             | 28            |
| 1978/1979 | TJ Vítkovice  | 1. liga | 37            | 6             | 2             | 8             | 10            |
| 1979/1980 | TJ Vítkovice  | 1. liga | 44            | 1             | 6             | 7             | 16            |
| 1980/1981 | TJ Vítkovice  | 1. liga | 43            | 3             | 7             | 10            | 22            |
| 1981/1982 | TJ Vítkovice  | 1. liga | 35            | 1             | 4             | 5             | -             |
| 1982/1983 | TJ Vítkovice  | 1. liga | 44            | 4             | 5             | 9             | 24            |
| 1983/1984 | TJ Vítkovice  | 1. liga | 44            | 4             | 10            | 14            | 22            |
| 1984/1985 | TJ Vítkovice  | 1. liga | 43            | 1             | 6             | 7             | 20            |
| 1985/1986 | TJ Vítkovice  | 2. liga | -             | 2             | -             | -             | -             |